# 克劳迪乌·欧金·约内斯库
克劳迪乌·欧金·约内斯库（羅馬尼亞語：Claudiu Eugen Ionescu，1959年8月24日—），罗马尼亚男子手球运动员。他曾代表罗马尼亚国家队参加1980年夏季奥林匹克运动会手球比赛，获得一枚铜牌。